# شلال هوانغقوشو
يقع شلال هوانغقوشو في مقاطعة قويتشو جنوب غربي الصين، ويعتبر أكبر شلال بين ستة شلالات كبرى في الصين، ويتميز بأنه محاط بالأشجار الخضراء الكثيفة، ويبلغ ارتفاعه 77.8 م، وعرضه 101 مترًا، وتتدفق المياه بالشلال بشكل كبير بفضل تساقط الأمطار المتواصل.
يعتبر الشلال من ضمن الأماكن السياحية الشهيرة في الصين وتمتع منطقة الشلال بمناخ معتدل مما بجعل السائحين يتوافدون إليه، ويقام في منطقة الشلال مهرجان شلالات هوانغقوشو ويقام خلال المهرجان أكثر من 10 فعاليات مثل الحفل التذكاري الكبير للتغني بالجبال وتقديم القربان للمياه ومهرجان تونباو الثقافي وسباق التحدي لتسلق الجرف.

## معدل التدفق
سجل شلال هوانغقوشو في مقاطعة قويتشو معدل تدفق جديد منذ موسم مطر 4 يونيو في صيف 2018 حيث بلغ 290 مترًا مكعبًا في الثانية.

## السياحة
تُعرف هذه الحديقة باسم منتزه شلالات هوانغقوشو الوطني، وتقع على بُعد 45 كيلومترًا (28 ميلًا) جنوب غرب مدينة أنشون. يُمثل هذا الشلال، إلى جانب شلالاته الصغيرة، عامل جذب سياحي طبيعي. وقد صنفته الإدارة الوطنية الصينية للسياحة منطقة ذات مناظر خلابة AAAAA.
تختلف رؤية شلال هوانغقوشو باختلاف موقع الزائر. ومن بين نقاط المشاهدة جناح مشاهدة الشلال (جوان باو تينغ)، حيث يُمكن رؤية الشلال من مسافة بعيدة. أما نقطة المشاهدة الثانية فهي منصة مشاهدة الماء (جوان باو تينغ)، حيث يُمكن رؤية الشلال من منظور علوي. أما النقطة الثالثة فهي منصة مشاهدة الشلال (جوان باو تاي)، حيث يُمكن للزوار رفع رؤوسهم لمشاهدة المنظر.
يوجد خط حافلات خاص يخدم شلال هوانغقوشو، وقصر التنين في قوييانغ، ومحطات سكة حديد أنشون.

## معرض الصور

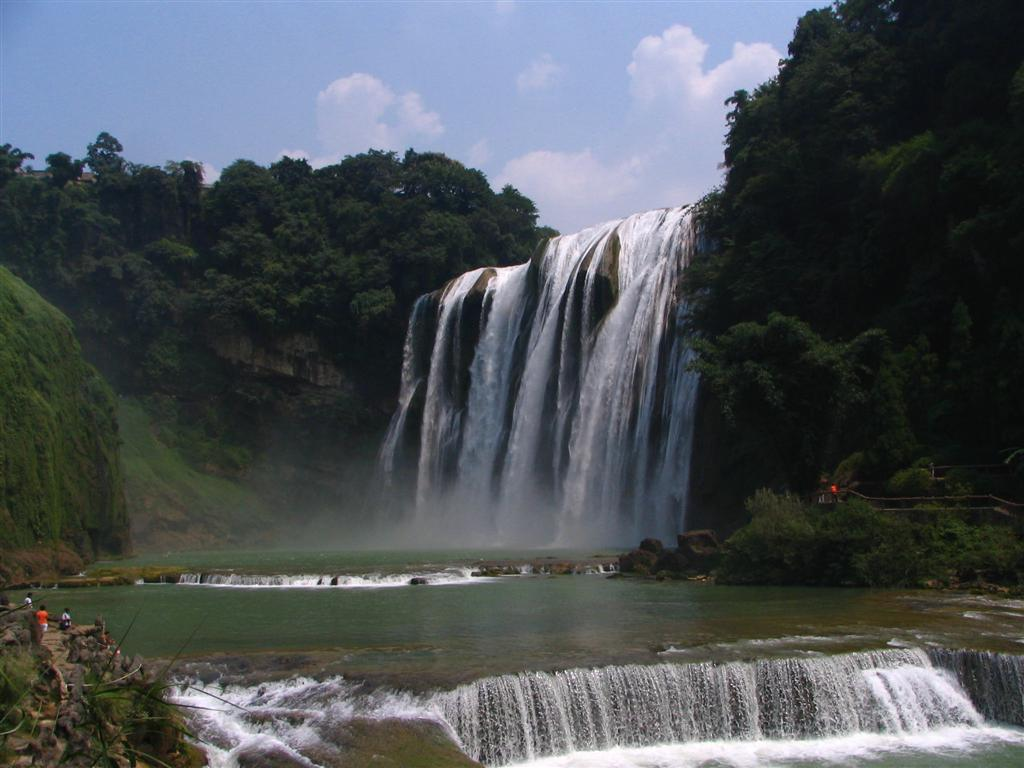
شلال هوانغقوشو, أكبر شلال في الصين.
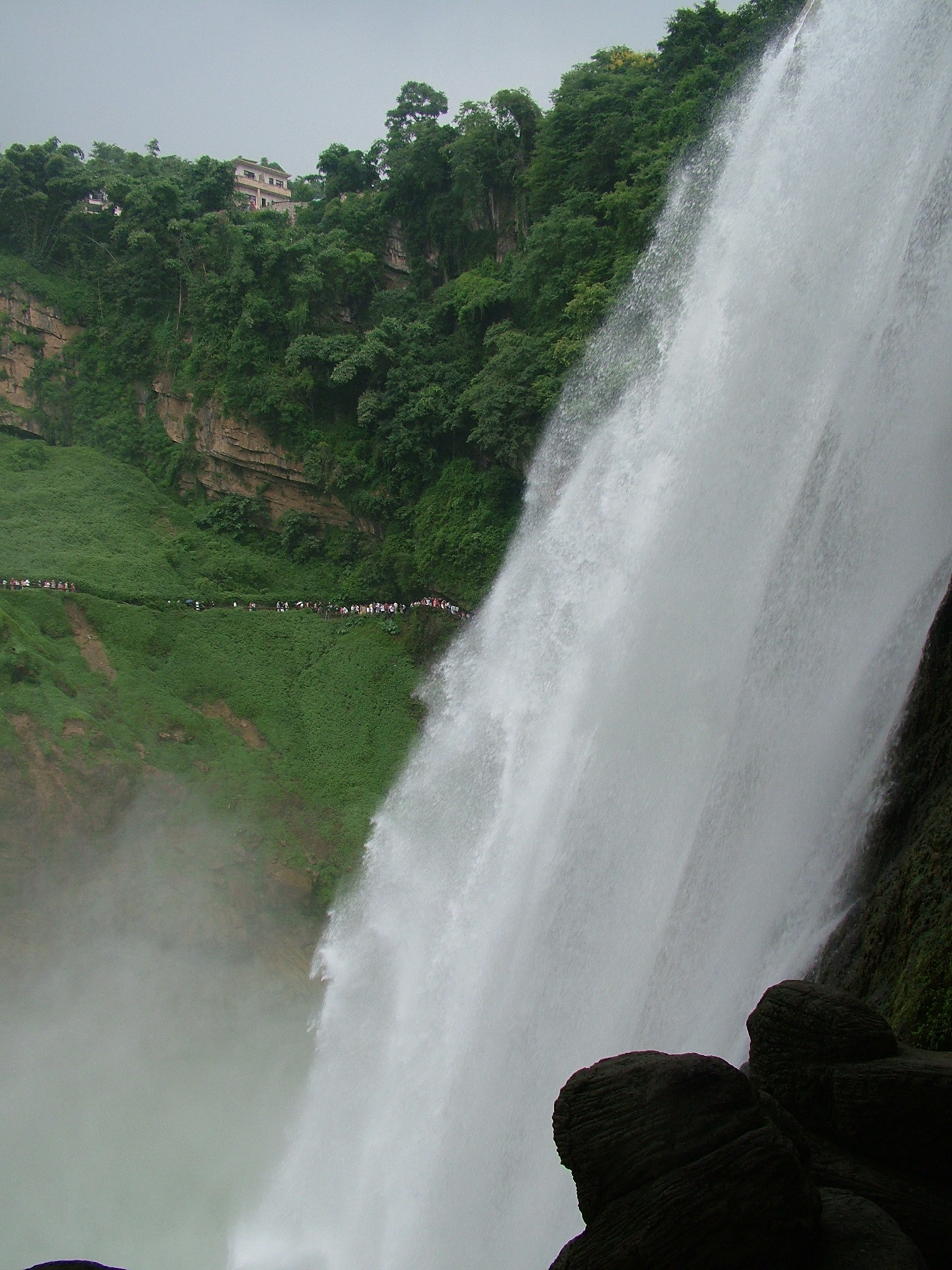
منظر الشلال من كهف الستار المائي.
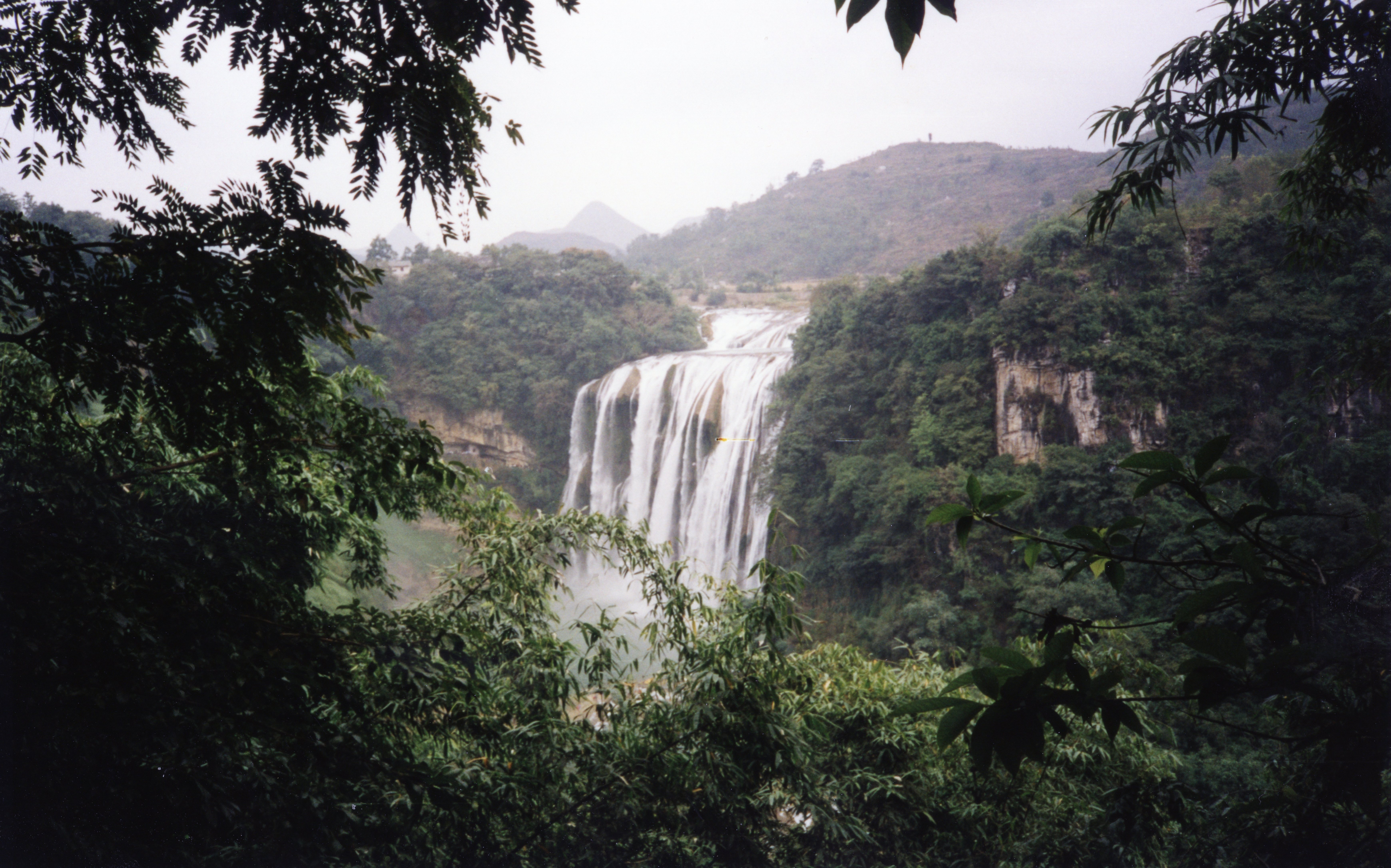
منظر لشلال هوانغقوشو من فوق النهر.
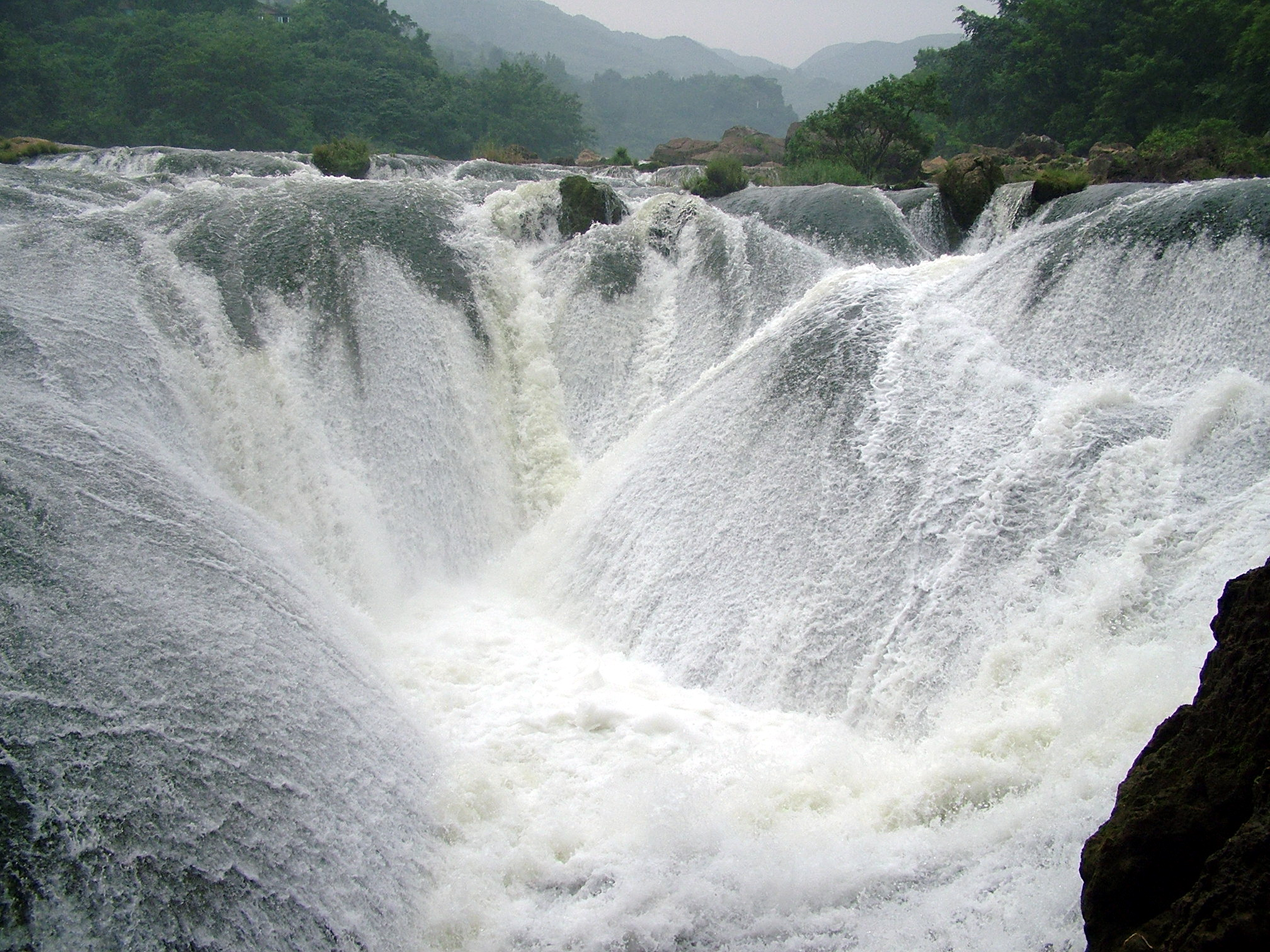
يقع شلال Yinlianzhuitan (銀鏈墜潭瀑布) بالقرب منه.
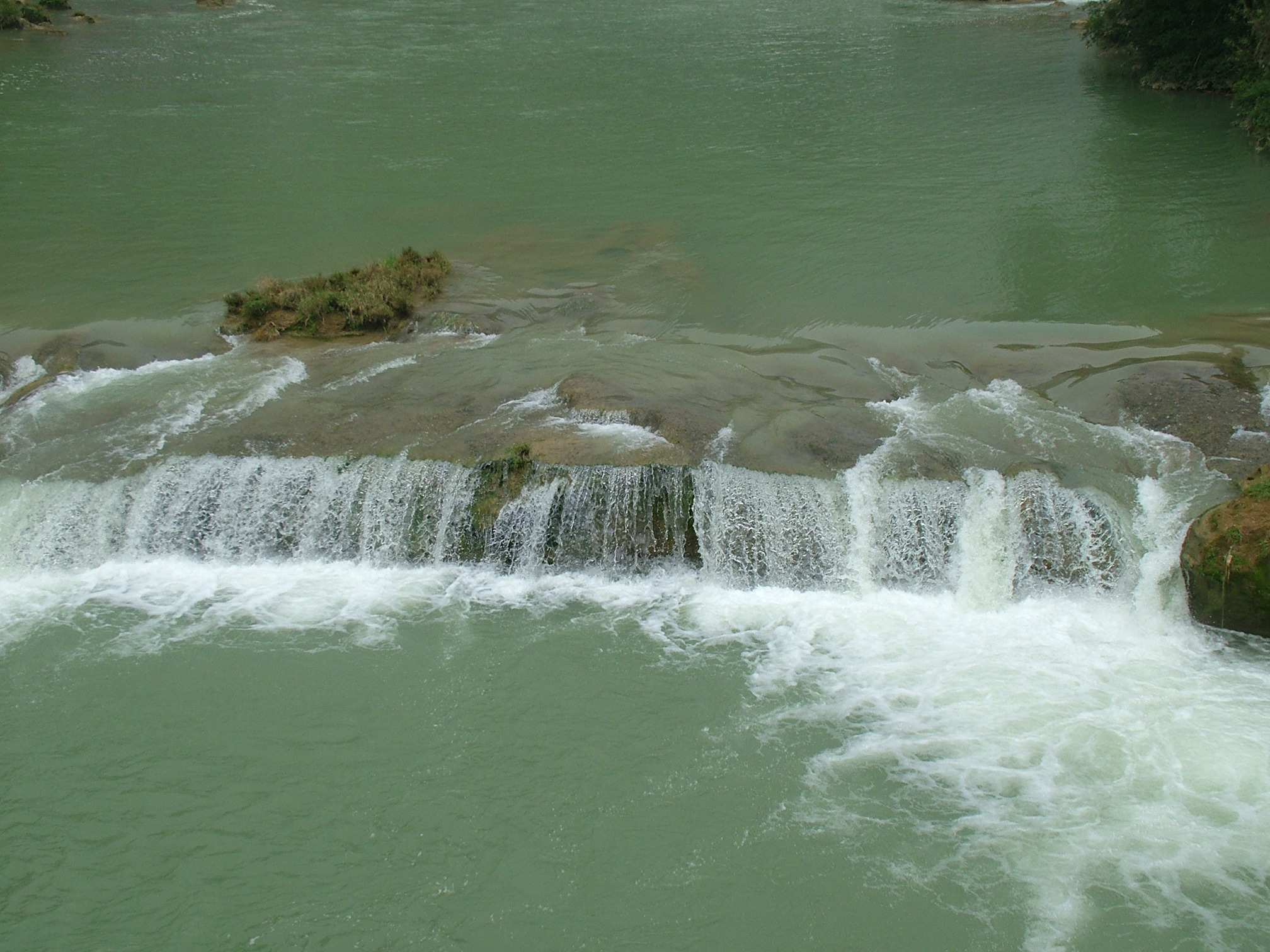
يقع شلال Xiniutan (犀牛潭瀑布) بالقرب من شلال هوانغقوشو.

## وصلات خارجية
- Huangguoshu Waterfall Official Website نسخة محفوظة 1 مارس 2021 على موقع واي باك مشين.
- TravelChinaGuide - Huangguoshu Waterfall